# Уманський державний педагогічний університет імені Павла Тичини
48°44′57″ пн. ш. 30°13′25″ сх. д. / 48.74917° пн. ш. 30.22361° сх. д.
У́манський держа́вний педагогі́чний університе́т і́мені Павла́ Тичи́ни — заклад вищої освіти IV рівня акредитації в м. Умань Черкаської області.
У структурі університету 11 факультетів, 1 навчально-науковий інститут , 38 кафедр. З 2013 року до складу університету входить відокремлений структурний підрозділ — Канівський фаховий коледж культури і мистецтв.
На денній та заочній формах навчання вищу освіту здобувають понад 10 тисяч студентів.

## Історія закладу

Новий корпус, типовий проєкт 224-1-431.85

Заснований у серпні 1930 року як Інститут соціального виховання , мав 4 факультети: техніко-математичний, соціально-економічний, мовно-літературний, біологічний. Навчання тривало 3 роки. Перший набір — 120 студентів.
1933 — перейменовано на Педагогічний інститут з чотирирічним терміном навчання. 4 факультети: історичний, мовно-літературний, математичний, біологічний.
1935 — зміна назви на Учительський інститут, 2 факультети — фізико-математичний та природничо-географічний.
Німецько-радянська війна тимчасово припинила існування інституту. У 1941 році Умань була окупована, 10 березня 1944 року Умань було звільнено і в червні Раднарком УРСР видав постанову про відновлення діяльності навчального закладу. З 15 червня 1944 року він відновив свою роботу у складі 2 відділень: фізико-математичного та природничо-географічного.
1946 — відновив свою діяльність історичний факультет, у 1947 було приєднано природничий факультет Одеського учительського інституту, через рік — такий же факультет Київського інституту.
1952 — Уманський учительський інститут реорганізовано в Уманський державний педагогічний інститут.
1960 — створено факультет педагогіки і методики початкової освіти.
1967 — інституту було присвоєно ім'я Павла Григоровича Тичини.
1976 — інститут розпочав підготовку вчителів загальнотехнічних дисциплін і праці.

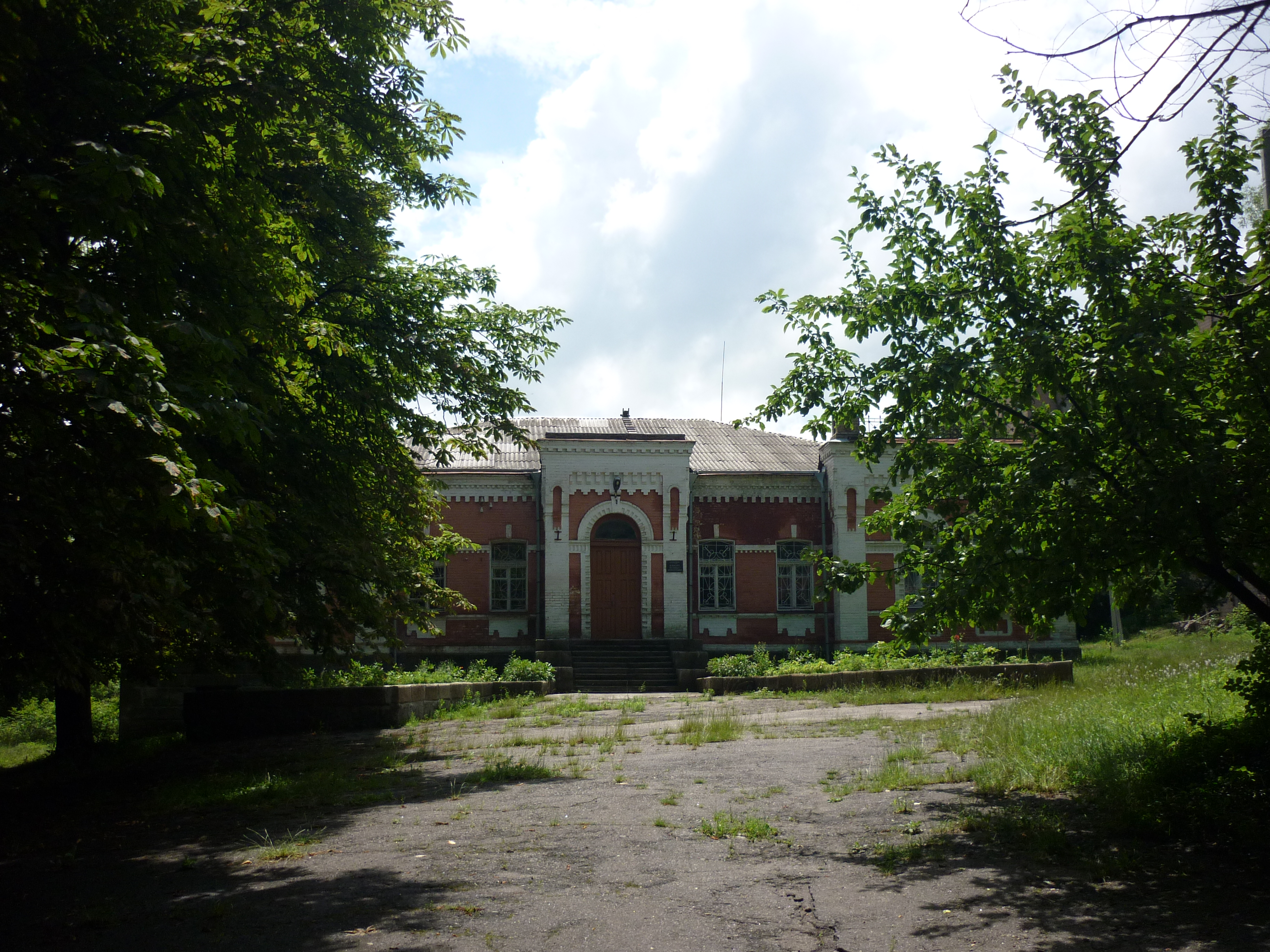
Музичний корпус

Динаміка розвитку навчального закладу кінця 1980-х — середини 2000-х:
| кількість \ рік           | 1988—1989 | 2006 |
| ------------------------- | --------- | ---- |
| Навчальних корпусів       |           |      |
| Факультетів               | 3         | 11   |
| Спеціальностей            | 6         | 49   |
| Студентів                 | 2835      | 7202 |
| Кафедр                    | 13        | 40   |
| Викладачів                | 144       | 448  |
| Докторів наук, професорів | 2         | 6    |
| Кандидатів наук, доцентів | 48        | 81   |

1998 — інститут було реорганізовано в Уманський державний педагогічний університет імені Павла Тичини.
Починаючи з 2000-х років розширюється спектр напрямків та спеціальностей, за якими здійснюється підготовка фахівців для  закладів освіти.

## Факультети
- Факультет дошкільної та спеціальної освіти
- Факультет початкової освіти
- Факультет соціальної та психологічної освіти
- Факультет мистецтв
- Факультет фізичного виховання
- Історичний факультет
- Факультет іноземних мов
- Факультет філології та журналістики
- Факультет природничої освіти та природокористування
- Факультет інженерно-педагогічної освіти
- Факультет фізики, математики та інформатики

До структури університету входить спеціальний підрозділ
- Інститут економіки та бізнес-освіти

## Кадровий потенціал
Навчально-виховний процес в університеті забезпечують 1 академік Національної академії педагогічних наук України, академік Академії будівництва та архітектури, академік Академії економічних наук України, дійсний член (академік) Міжнародної академії безпеки життєдіяльності, 53 доктори наук, професори, 310 кандидатів наук, доцентів.

## Матеріально-технічна база
Матеріально-технічна база університету включає: 5 навчально-лабораторних корпусів, навчальні майстерні, два студентські гуртожитки, агробіостанцію, бібліотеку з фондом близько 500 тис. примірників, сучасні читальні зали, 3 лінгафонні кабінети, дві студентські їдальні, спортивний комплекс, у всіх корпусах та гуртожитках студенти мають вільний доступ до мережі Інтернет.

## Наукова інфраструктура
У науковій інфраструктурі університету — 4 науково-дослідні центри подвійного підпорядкування (НАПН, НАН та МОН України), 2 міжнародні культурно-освітні центри, 17 регіональних науково-методичних центрів, 26 науково-дослідних лабораторій, 13 наукових шкіл. Діють аспірантура і докторантура, спеціалізована вчена рада.

## Міжнародна діяльність
Уманський державний педагогічний університет імені Павла Тичини підтримує широкі міжнародні зв’язки із закордонними закладами освіти, науки та культури всього світу. На сьогодні діє 72 угоди про співпрацю із зарубіжними освітніми закладами, організаціями та товариствами. Географія угод охоплює 24 країни світу. Університет є учасником-підписантом Magna Charta Universitatum, входить до складу університетів Чорного моря Black Sea University.

## Позанавчальна діяльність
У соціально-культурній структурі вузу функціонують Центр культури і дозвілля «Гаудеамус», спортивний клуб, музей історії навчального закладу, планетарій; діють літературна студія імені Миколи Бажана, студентський театр, близько 70 різних гуртків, клубів за інтересами, студій дозвілля, творчих колективів, 13 з яких мають почесне звання «народний». Серед спортсменів університету є члени олімпійської та молодіжної національних збірних.

## Бібліотека
Бібліотека Уманського державного педагогічного університету імені Павла Тичини заснована 1930 року в м. Умань як бібліотека Інституту соціального виховання. Її назва змінювалася відповідно до зміни назви університету. Нині бібліотека університету є однією з найбільших бібліотек міста і має багату та цікаву історію. До початку Великої Вітчизняної війни бібліотечний фонд нараховував майже 100 000 примірників, під час війни знищено близько 75 000 книг.
У післявоєнні роки матеріальна база Уманського учительського інституту міцніла, і  у 1947 р. було приєднано природничий факультет Одеського учительського інституту, через рік — такий же факультет Київського інституту. Одночасно з приєднанням факультетів були передані книги природничого напряму до фондів нашої бібліотеки, про що свідчать бібліотечні штампи.
У 50-60-ті роки XX століття відбувається швидке зростання кількості книжкового фонду. За 10 років він збільшився майже втроє і на 1 січня 1960 р. становив 96932 примірники на суму 507 345, 24 крб. Основним джерелом комплектування бібліотечного фонду протягом цього десятиріччя був бібліотечний колектор. Близько 60 % асигнувань, які виділялись на комплектування фонду були витрачені через бібколектор.
В даний час в бібліотеці діє чотири відділи: відділ комплектування та наукової обробки документів, відділ обслуговування, який включає абонемент та шість читальних залів, інформаційно-бібліографічний відділ, відділ інформаційних технологій та комп'ютерного забезпечення. Їх очолюють завідувачі відділів, а саме: В. І. Устименко, З. М. Кравчук, О. Ф. Ігнатьєва, Т. М. Найкус. Директор бібліотеки Григоренко Тетяна Володимирівна.
Фонд бібліотеки універсальний та багатогалузевий. На 01.12.2019 бібліотечні ресурси становлять більше 420000 примірників. Бібліотечний фонд знаходиться у постійній динаміці (надходження, облік, використання, списання, оцифрування).
Виключно важливу наукову, культурну цінність мають книжкові колекції з власних бібліотек відомих українських вчених, подаровані книгозбірні в наш час. На сьогодні в депозитарному фонді зберігається 5 таких колекцій:
- мовознавця Бевзенка Степана Пилиповича (2252 примірники книг, брошур та авторефератів);
- фольклориста Власенка Івана Марковича (863 примірники книг та брошур);
- мовознавця Карпової Валентини Леонідівни (1567 примірників книг та брошур);
- літературознавця Маєвської Тетяни Петрівни (219 примірників книг та брошур);
- бібліотеки Інституту мовознавства імені О. О. Потебні НАН України (154 примірники книг).

Особливою гордістю книгозбірні є фонд Рідкісних та цінних видань. Найдавніша книга датується 1831 роком видання. (Я. Берцелиус  О употреблении паяльной трубки при химических минералогических исследованиях).
У колекції містяться багатотомні видання та окремі монографії, наукові публікації й науково-популярні книги, підручники та цікаві довідники різними мовами.
До послуг користувачів формуються каталоги: карткові (абетковий та систематичний) і електронний. Ведеться систематична картотека статей, картотека наукових праць викладачів університету та краєзнавча картотека.
З метою використання ресурсів бібліотеки у навчальній та науковій діяльності студентів та популяризації книг серед користувачів, співробітниками бібліотеки проводиться цілий ряд просвітницьких заходів (тематичні виставки та виставки нових надходжень, усні журнали, дні інформації та інші), створюються вторинно-інформаційні ресурси (бібліографічні списки літератури, бюлетні нових надходжень, бібліографічні покажчики).
Бібліотека має багатофункціональний сайт і це дає можливість розширювати свою діяльність, охоплюючи все більшу кількість користувачів, а також презентувати себе та свої здобутки, створюючи собі позитивний імідж. Вебсайт надає доступ до інформації віддаленим користувачам і є зручним у користуванні.
Одним із найважливіших для користувачів вебсайту є розділ віртуальної довідкової служби, який також є продуктом інформаційно-аналітичної діяльності бібліотеки, що передбачає підготовку інформаційно-довідкової продукції.

## Нагороди
- 2006 р. — Почесна Грамота Кабінету Міністрів України
- 2012 р. — Почесна Грамота Кабінету Міністрів України за вагомі успіхи у підготовці педагогічних кадрів.

## Рейтинги
- У рейтингу Top Universities in Ukraine університет займає 57 місце серед 192 українських ЗВО. У рейтингу Ranking Web of Universities від Webometrics у 2024 році університет зайняв 123 місце серед 300 українських ЗВО. За даними наукометричної бази даних SCOPUS станом на квітень 2024 року університет посідає 151 місце. В академічному рейтингу закладів вищої освіти України «ТОП-200 Україна» у 2024 році Уманський державний педагогічний університет імені Павла Тичини посів 143 місце. Університет входить до 2-х світових рейтингів: QS World University Rankings (601+) та Times Higher Education у двох напрямках: world university rankings (рейтинг освіти) як репортер та impact rankings (рейтинг цілей сталого розвитку).

## Ректори
- Боєчко Федір Федорович (1975 — 1979)

## Відомі випускники
- Бодров Юрій Іванович — міський голова м. Умані.(1992—2014 рр.)
- Войченко Олена — перекладач телеканалу «Україна».
- Гончар Юлія Олегівна — поетеса, літературознавець, керівник обласного літературного об'єднання ім. В. Симоненка при Черкаській обласній організації Національної спілки письменників України.
- Калініченко Надія Андріївна — доктор педагогічних наук, професор Центрольноукраїнського державного університету імені Володимира Винниченка, Заслужений вчитель Української УРСР (1983).
- Крикун Олександр Володимирович — випускник педагогічного факультету, бронзовий призер Олімпіади−96 в Атланті, учасник Олімпійських ігор в Сіднеї, член Національного олімпійського комітету України, голова комісії атлетів.
- Кримовська Софія Володимирівна — українська поетеса, журналіст, редактор, майстриня хенд-мейду.
- Мамчур Наталя Сергіївна — народна майстриня, кандидат педагогічних наук, доцент кафедри української літератури, українознавства та методик їх навчання Уманського державного педагогічного університету імені Павла Тичини, керівник майстер-класу «Український рушник».
- Лупинос Микола Анатолійович — український військовослужбовець, головний сержант, активіст УНА-УНСО, син визначного політичного діяча-УНСОвця, дисидента і політв’язня радянських часів Анатолія Лупиноса [5]
- Мартинюк Михайло Тадейович — доктор педагогічних наук, професор Уманського державного педагогічного університету імені Павла Тичини, дійсний член (академік) НАПН України.
- Моргун Євгенія Миколаївна — вчений секретар Біосферного заповідника «Асканія-Нова» імені Ф. Е. Фальц-Фейна НААН, кандидат біологічних наук.
- Остапчук Володимир Валерійович — український телевізійний та радіоведучий; один з провідних ведучих пісенного конкурсу Євробачення-2017.
- Павленко Марина Степанівна — доцент кафедри української літератури, українознавства та методик їх навчання Уманського державного педагогічного університету імені Павла Тичини, письменниця, член Національної Спілки письменників України.
- Поліщук Петро Миколайович — викладач кафедри практичного мовознавства Уманського державного педагогічного університету імені Павла Тичини, український поет, член Національної спілки письменників України (від 2002 року).
- Солончук Людмила Леонідівна - українська поетеса. Член Національної спілки письменників України (2005), делегат 5-го з’їзду письменників України. Лауреатка Всеукраїнської літературної премії імені О.Олеся.
- Цебрій Олександр Володимирович — міський голова м. Умань (2015—2020 рр.).
- Черняхівський Анатолій Іванович — член Національної спілки письменників України, заслужений вчитель України, відмінник освіти України, член Творчої спілки «Асоціація діячів естрадного мистецтва України», поет, композитор-аніматор; викладач циклової комісії природничих дисциплін Університетського коледжу Київського університету імені Бориса Грінченка.